# The Strength/The Sound/The Songs
The Strength/The Sound/The Songs è il primo album del gruppo danese Volbeat pubblicato nel 2005.
L'album doveva essere pubblicato in tutto il mondo il 1º novembre 2004 dalla Karmageddon Medi, ma poi fu posticipato di qualche mese.
"Another Day, Another Way", "Pool of Booze, Booze, Booza", "Soulweeper", "Danny & Lucy (11 pm)" e "Alienized" erano presenti anche nella demo Beat the Meat del 2003, "Something Else Or...", "Always. Wu", "Caroline #1" e "Everything's Still Fine" erano già presenti nella demo del 2002 ma vennero ri-registrate.
Dopo un buon numero di vendite e la 18ª posizione della classifica danese al momento dell'uscita, l'album è rientrato nelle charts grazie al successo del secondo album Rock the Rebel/Metal the Devil, tanto da sfondare il tetto delle 20 000 copie vendute aggiudicandosi così un disco d'oro quasi tre anni dopo l'uscita.

## Tracce
1. Caroline Leaving – 3:15
2. Another Day, Another Way – 3:03
3. Something Else or... – 4:08
4. Rebel Monster – 2:55
5. Pool of Booze, Booze, Booza – 3:39
6. Always, Wu – 2:33
7. Say Your Number – 4:43
8. Soulweeper – 3:40
9. Fire Song – 4:20
10. Danny & Lucy (11 pm) – 2:52
11. Caroline #1 – 4:13
12. Alienized – 4:08
13. I Only Wanna be With You – 2:44
14. Everything's Still Fine – 3:21
15. Healing Subconsciously – 5:37

## Formazione
- Michael Poulsen - voce, chitarra
- Franz Gottschalk - chitarra
- Anders Kjølholm - basso
- Jon Larsen - batteria